# ترابط الأفكار
إن ترابط الأفكار أو الترابط الفكري أو توارد الأفكار أو تداعي المعاني أو المخاطر هو عملية تنشأ من خلالها التصوّرات في الوعي، وأيضًا لمبدأ طرحته مدرسة تاريخية مهمّة من المفكرين ليشير عمومًا إلى تعاقب الظواهر العقلية. يستخدم المصطلح الآن في الغالب في تاريخ الفلسفة وعلم النفس. كان يعتقد أن الفكرة تتبع الأخرى في الوعي إذا كانت مرتبطة بمبدأ ما. كانت مبادئ الترابط الثلاثة التي جرى التأكيد عليها على نحوٍ واسع هي التشابه والتقارب والتباين، وأُضيفت العديد من المبادئ الأخرى بحلول القرن التاسع عشر. بحلول نهاية القرن التاسع عشر، كان علم النفس الفسيولوجي يُحدث تغييرات في النهج المُتّبع في هذا الموضوع لدرجة أنه رفض النظرية الترابطية الأقدم.
إن الملاحظة اليومية لربط فكرة أو ذاكرة بأخرى يجعل هذه الفكرة تبدو صحيحة. بالإضافة إلى ذلك، أعطت فكرة الترابط بين الأفكار والسلوك بعض الزخم المبكر للتفكير السلوكي. تتكرّر الأفكار الأساسية للتفكير الترابطي في بعض الأفكار الحديثة حول الإدراك، وخاصة الوعي.

## النظرية المبكرة
استبق أفلاطون النظرية الترابطية في حوار «عن الروح» (فيدو)، كجزء من مذهب التذكّر. تُستدعى فكرة سيمّياس من خلال صورة سيمّياس (التشابه) وفكرة صديق بواسطة مشهد القيثارة التي عزف عليها (التقارب). لكن أرسطو يُنسب إليه التفكير الترابطي استنادًا على هذه الفقرة:
لذلك، عندما نقوم بالتذكر، فإننا نمرّ عبر سلسلةٍ معيّنة من الحركات التمهيدية، حتى نصل إلى حركة تعقبها الحركة التي نسعى إليها بشكل اعتيادي. ومن هنا أيضًا، فإننا نتعقّب السلسلة العقلية، مستبعدين من الحاضر أو أيّ زمنٍ آخر، ومما هو مشابه أو مخالف أو متجانب. تتأثّر ذكريات الماضي من خلال هذه العملية. فالحركات، في هذه الحالات، تكون في بعض الأحيان في الشيء ذاته، في بعض الأحيان في نفس الوقت، في بعض الأحيان أجزاء من نفس الكل؛ بطريقة تكون الحركة اللاحقة بالفعل قد وصلت لأكثر من نصف إنجازها.

- أرسطو كما نقل فقرته إلى الإنجليزية دبليو. هاملتون.
الفقرة غامضة، لكنها تشير إلى المبادئ المعروفة باسم التقارب والتشابه والتباين. وذكر زينون الرواقي مبادئ مماثلة، بالإضافة إلى إبيقور (انظر ديوجانس اللايرتي السابع. الفقرة 52، العاشر. الفقرة 32)، والقديس أغسطينوس (اعترافات، x.c. 19). جرى توسيع مذهب أرسطو وتوضيحه خلال العصور الوسطى، وفي بعض الحالات جرى توسيع المذهب حتى خلال القرن السابع عشر. سرد ويليام هاميلتون السلطات الفلسفية التي أعطت أهمية للحقيقة العامّة لترابط الفكرة -وتوسع الفيلسوف الإسباني لودوفيكوس فيفيس (1492-1540) بشكل خاص في رؤيته للذاكرة.
في علم النفس الخاص بتوماس هوبز، يُولي هوبز أهميةً كبيرة لما أسماه، على نحوٍ متنوّع، التتابع، التسلسل، السلسلة، العاقبة، التماسك، سلسلة التخيّلات أو الأفكار في الخطاب العقلي. لكن لم يكن هنالك قبل ديفيد هيوم سؤال صريح حول ماهية مبادئ الترابط المتميّزة. في هذه الأثناء، جاء جون لوك بعبارة «ترابط الأفكار» كعنوان لفصل تكميلي أدرجه في الإصدار الرابع من أطروحته «مقالة»، ولكن إشارته إلى مقدار أهميتها النفسية بالعموم كانت ضئيلةً إن وجدت. لخص هيوم مبادئ الارتباط في ثلاثة: التشابه، والتواصل في الزمان والمكان، والسبب و/أو التأثير. اقترح دوغالد ستيوارت التشابه، والتناقض، والقرب في الزمان والمكان، على الرغم من أنه أضاف، كمبدأ آخر واضح، المصادفة العرضية لأصوات الكلمات، وأشار كذلك إلى ثلاث حالاتٍ أخرى تتعلّق بالعلاقة: السبب والنتيجة، والوسائل والغاية، والفرض والاستنتاج، بوصفها توصل سلاسل الأفكار في ظل ظروفٍ معيّنة من الاهتمام الخاص. قلل توماس ريد من أهمية الترابط، موضّحًا أنه لا يتطلب على ما يبدو سوى قوّة العادة لشرح التكرار التلقائي لسلاسل التفكير، التي تصبح مألوفة من خلال التكرار المتكرّر («قوى فكرية»، ص 387).
إن نظرية هاملتون الخاصة عن إعادة التذكر، أو الإيحاء، أو الترابط العقلي هي تطوّر لأفكاره التي طُرحت في كتابه «محاضرات حول الميتافيزيقيا» (المجلد الثاني. ص. 223، تسلسل)، والتي حدّ من مبادئ الترابط لتشمل التزامن والتقارب علاوة على المبدأ الأسمى للاستنهاض أو الكُلّية. في المخطط النهائي يضع هاملتون أربعة قوانين عامّة للتسلسل الفكري:
- (1) قابلية الارتباط أو الاقتراح المشترك المحتمل (تعتبر جميع أفكار الموضوع الفكري الواحد قابلة للارتباط أو قادرة على اقتراح بعضها)؛
- (2) التكرار أو التذكّر المباشر (الأفكار المتطابقة في تعديلٍ ما، ولكن مع اختلاف في التوقيت، تميل إلى اقتراح بعضها)؛
- (3) الاستنهاض أو التذكّر غير المباشر أو ذكريات الماضي (الأفكار التي كانت متطابقة زمنيًا، ولكنها مختلفة كأنماط فكرية، يشير بعضها إلى البعض الآخر مع مراعاة الترتيب الذي كانت عليه في الأصل)؛
- (4) التفضيل (لا تُقترح الأفكار فقط من خلال العلاقة الشخصية العامة الموجودة بينهما، بل تُقترح أيضًا بما يتناسب مع مقدار الاهتمام الذي تمنحه للعقل الفردي).

هذه القوانين الخاصة مُستمدّة منطقيًا من القوانين العامة أعلاه:
• أ – الأساسية -وسائط قوانين التكرار والاستنهاض:
- (1) قانون المتشابهات (التشبيه، التقارب)؛
- (2) قانون التباين؛ و
- (3) قانون التجانب (السبب والنتيجة، إلخ).

• ب - الثانوية -وسائط قانون التفضيل، بموجب قانون الإمكانية:
- (1) قوانين الفورية والتجانس و
- (2) قانون المنشأة.[3]

## المدرسة الترابطية
تضمّ «المدرسة الترابطية» علماء النفس الإنجليز الذين كانوا يهدفون إلى شرح جميع الاكتسابات العقلية والعمليات العقلية الأكثر تعقيدًا على العموم بموجب قوانين تخضع للترابطات التي طبقها أسلافهم فقط على إعادة التذكر البسيطة. على الرغم من اعترافه بالتعامل مع إعادة التذكر فقط، يصوغ هاملتون عددًا من القوانين العامة التي لا تزال تتعلق بالتتابع الفكري: قانون التتابع، وقانون التنوّع، وقانون التبعية، وقانون النسبية أو التكامل (بما في ذلك قانون المشروط)، وأخيراً، قانون الجوهرية أو الموضوعية النسبية. تمثّل هذه القوانين أسمى ما يخضع له الوعي الإنساني، لكن الأمر مختلف تمامًا لأن علماء النفس في المدرسة الترابطية يعتزمون اعتماد مبدئهم أو مبادئهم عمومًا. في هذا الصدد، وبقدر ما يمكن الحكم عليه من سجلات ناقصة، توقع التجريبيون في العصور القديمة هذه القوانين، كلا الرواقيون أو الأبيقوريون (راجع ديوجانس اللايرتي، على النحو الوارد أعلاه).

في الفترة التي جاءت بالفلسفة الحديثة، كان هوبز أول مفكر ذو أهمية باقية يمكن أن يُنسب له هذا المذهب. على الرغم من أنه كوّن نظرةً ضيّقة لظواهر التتابع الفكري، إلا أنه (بعد التعامل مع سلاسل التخيّلات أو «الخطاب العقلي») سعى في الأقسام العليا للفكر لشرح المنطق كخطاب بالكلمات، مُعتمدًا على نظام اعتباطي للعلامات، كلٌ منها يرتبط مع أو يمثّل مجموعةً متنوّعة من الخيالات. فيما عدا التأكيد العام على أن المنطق هو الاستيعاب (أو بمعنى آخر، فهو تعقيد وحلّ)، لم يكن لديه أي رواية أخرى للمعرفة يقدّمها. وقد حسم الجانب العاطفي الكامل للعقل («العواطف») بطريقة مشابهة على أنها توقّع العواقب بناءً على تجربة الماضي من الملذات وآلام الإحساس. وهكذا، على الرغم من أنه لم يجري أي محاولةٍ جادة لتبرير تحليله بالتفصيل، فإنه بلا شك يصنّف مع الترابطيين في القرن التالي. ومع ذلك، فإنهم لن ينسبوا نظريتهم النفسية إلى عهدٍ أبعد من عهد أطروحة لوك «مقال». كان الأسقف بيركلي (جورج بيركلي) يسعى على نحوٍ صريح للتأكيد على مبدأ الاقتراح أو الارتباط من خلال هذه الشروط:
«فكرة ما قد توحي بفكرة أخرى للعقل، يكفي أن نلاحظ أنهما تسيران معًا، دون أي دليل على ضرورة تواجدهما معًا، أو حتى معرفة ما يجعلهما تتواجدان معًا». (نظرية جديدة للرؤية، الفقرة 25)
ولدعم التطبيق الواضح للمبدأ في حالتي حاستي البصر واللمس من قبله، حثّ باستمرار على الارتباط الصوتي والإحساس اللغوي الذي وضعته المدرسة اللاحقة دائمًا في المقدمة، سواء كان ذلك يوضّح المبدأ توضيحًا عامًّا أو في شرح الأهمية البالغة للغة عندما يتعلّق الأمر بالمعرفة. كان من الطبيعي حينها أن يكون هيوم، الذي أتى بعد بيركلي وافترض صحة نتائجه (على الرغم من أنه عاد إلى التحقيق الأكبر الخاص بلُوك)، أكثر وضوحًا في إشارته إلى الترابط. لكن هيوم كان أصليًا أيضًا، عندما تحدّث عن الترابط باعتباره: «نوعًا من الانجذاب الذي سيكون له في العالم العقلي آثار خارقة كما هو الحال في الطبيعة، ويظهر نفسه بأشكال عديدة ومختلفة». («الطبيعة البشرية»، الفصل 1، الفقرة 4)
رأى باحثون آخرون في الفترة نفسه الترابط ضمن وجهة النظر الواسعة هذه، وهيّؤوا أنفسهم لتقفّي آثاره بالتفصيل، بصفتهم علماء نفس.